# پادشاه وی‌لیه ژو
پادشاه وی‌لیه از ژو (به چینی: 周威烈王) با نام شخصی جی وو (به چینی: 泄午)؛ سی‌ودومین پادشاه دودمان ژو و بیستمین پادشاه ژو خاوری بود. او جانشین پدرش، پادشاه کائو ژو شد و از ۴۲۵ تا ۴۰۲ پ. م سلطنت کرد.
او رسماً سه استان جدا شده جین (هان، وی و ژائو) را به عنوان ایالت‌های خراج‌گزار تأسیس کرد تا به عنوان حائل بین قلمرو سلطنتی خود و چین (به طور اسمی یکی از ایالت های تابع او) عمل کند.
پس از مرگش، پسرش، پادشاه آن ژو به سلطنت رسید.